# Марко, Хельмут
Хе́льмут Ма́рко (нем. Helmut Marko, 27 апреля 1943 года, Грац) — австрийский автогонщик, участник чемпионата мира по автогонкам в классе Формула-1. Победитель гонки «24 часа Ле-Мана» 1971 года.

## Биография
Родился в Граце, Австрия. Его школьным другом был гонщик Йохен Риндт (1942—1970), погибший во время Гран-при Италии 1970 года и посмертно ставший чемпионом Формулы-1.
Первоначально учился на юриста, получил степень доктора права. В 1960-х годах дебютировал в автогонках в «Формуле-Ви», в 1969 году участвовал в соревнованиях «Формулы-3». На следующий год перешёл в гонки спортивных автомобилей, где в первом же участии в гонке «24 часа Ле-Мана» финишировал третьим. В 1971 году выиграл «24 часа Ле-Мана», установив рекорд максимальной пройденной дистанции в 5335 километров, который продержался до 2010 года, победил в трёх гонках европейского чемпионата спортивных автомобилей в 2-литровом классе и принял участие в пяти Гран-при чемпионата мира «Формулы-1» (не стартовал в Гран-при Германии из-за закончившегося в квалификации топлива).
В 1972 году трижды завоёвывал призовые места на этапах чемпионата мира спортивных автомобилей и участвовал в мировом чемпионате «Формулы-1». На Гран-при Франции 1972 года он был травмирован, когда камень, вылетевший из-под колеса автомобиля шедшего впереди Эмерсона Фиттипальди, пробил ему забрало шлема и повредил глаз, из-за чего Марко был вынужден прекратить гоночную карьеру. Позже был менеджером гонщиков Герхарда Бергера и Карла Вендлингера, создавал свою гоночную команду «RSM Marko», победившую в Формуле-3000 в 1996 году и руководил программой подготовки гонщиков в компании Red Bull — Red Bull Junior Team. С 2005 года является консультантом Red Bull Racing.

## Результаты гонок в Формуле-1
| Легенда к таблице |                                                                    |
| --- | ------------------------------------------------------------------ |
| В таблице перечислены результаты всех Гран-при Формулы-1, в которых принимал участие гонщик. Строками таблицы являются сезоны, столбцами — этапы чемпионата мира. В каждой клетке указаны сокращённое название этапа и результат, дополнительно обозначенный цветом. Расшифровка обозначений и цветов представлена в нижеследующей таблице. |                                                                    |
| \| Пример \| Описание \| \| ------------ \| ------------------------------------------------------------------ \| \| 1 \| Победитель \| \| 2 \| Второе место \| \| 3 \| Третье место \| \| 5 \| Финишировал, заработав очки \| \| Сход \| Не финишировал, но при этом заработал очки \| \| 12 \| Финишировал, не получив очков \| \| НКЛ \| Финишировал, но не попал в финальную классификацию \| \| 15 \| Участвовал вне зачёта, либо по отдельной классификации \| \| 18 \| Не финишировал, но попал в финальную классификацию \| \| Сход \| Не финишировал \| \| НКВ \| Не прошёл квалификацию \| \| НПКВ \| Не прошёл предквалификацию \| \| ДСК \| Дисквалифицирован \| \| ИСК \| Исключён из протокола соревнований \| \| ТТ \| Заявлен для участия только в тренировках \| \| НС \| Участвовал в квалификации, но не стартовал в гонке \| \| Т \| Травмирован или болен \| \| ОТК \| Отказ от участия \| \| НТР \| Прибыл на соревнования, но на трассу не выезжал \| \| НПР \| Был заявлен в числе участников, но не прибыл к началу соревнований \| \| О \| Соревнования отменены \| \| \| Не участвовал \| \| Поул-позиция \| \| \| Быстрый круг \| \| |                                                                    |
| Пример | Описание                                                           |
| 1 | Победитель                                                         |
| 2 | Второе место                                                       |
| 3 | Третье место                                                       |
| 5 | Финишировал, заработав очки                                        |
| Сход | Не финишировал, но при этом заработал очки                         |
| 12 | Финишировал, не получив очков                                      |
| НКЛ | Финишировал, но не попал в финальную классификацию                 |
| 15 | Участвовал вне зачёта, либо по отдельной классификации             |
| 18 | Не финишировал, но попал в финальную классификацию                 |
| Сход | Не финишировал                                                     |
| НКВ | Не прошёл квалификацию                                             |
| НПКВ | Не прошёл предквалификацию                                         |
| ДСК | Дисквалифицирован                                                  |
| ИСК | Исключён из протокола соревнований                                 |
| ТТ | Заявлен для участия только в тренировках                           |
| НС | Участвовал в квалификации, но не стартовал в гонке                 |
| Т | Травмирован или болен                                              |
| ОТК | Отказ от участия                                                   |
| НТР | Прибыл на соревнования, но на трассу не выезжал                    |
| НПР | Был заявлен в числе участников, но не прибыл к началу соревнований |
| О | Соревнования отменены                                              |
| | Не участвовал                                                      |
| Поул-позиция |                                                                    |
| Быстрый круг |                                                                    |

| Сезон | Команда              | Шасси       | Двигатель | Ш | 1      | 2      | 3   | 4     | 5      | 6        | 7      | 8      | 9        | 10     | 11     | 12  | Место | Очки |
| ----- | -------------------- | ----------- | --------- | - | ------ | ------ | --- | ----- | ------ | -------- | ------ | ------ | -------- | ------ | ------ | --- | ----- | ---- |
| 1971  | Ecurie Bonnier       | McLaren M7C | Косворт   | G | ЮАР    | ИСП    | МОН | НИД   | ФРА    | ВЕЛ      | ГЕР НС |        |          |        |        |     | -     | 0    |
| 1971  | Yardley Team BRM     | BRM P153    | BRM       | F |        |        |     |       |        |          |        | АВТ 11 | ИТА Сход | КАН 12 |        |     | -     | 0    |
| 1971  | Yardley Team BRM     | BRM P160    | BRM       | F |        |        |     |       |        |          |        |        |          |        | США 13 |     | -     | 0    |
| 1972  | Austria Marlboro BRM | BRM P153    | BRM       | F | АРГ 10 | ЮАР 14 | ИСП |       |        |          |        |        |          |        |        |     | -     | 0    |
| 1972  | Austria Marlboro BRM | BRM P153B   | BRM       | F |        |        |     | МОН 8 | БЕЛ 10 |          |        |        |          |        |        |     | -     | 0    |
| 1972  | Austria Marlboro BRM | BRM P160B   | BRM       | F |        |        |     |       |        | ФРА Сход | ВЕЛ    | ГЕР    | АВТ      | ИТА    | КАН    | США | -     | 0    |